# Донской кадетский корпус
Донской Императора Александра III кадетский корпус — начальное военно-учебное заведение Российской империи, готовившее детей и подростков к военной службе. Реооганизован в 1991 году, как казачий корпус.

## История

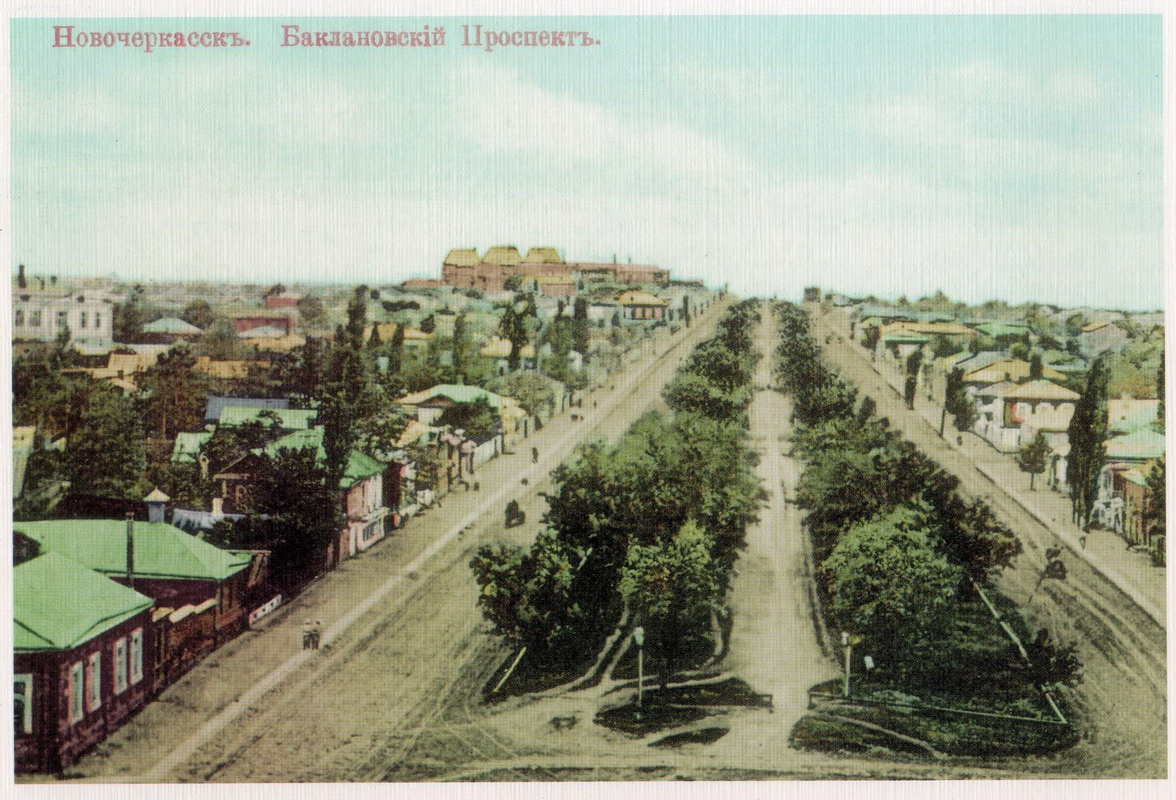
Донской кадетский корпус, Баклановский проспект

15 февраля 1883 года император Александр III утвердил мнение Государственного Совета об учреждении в Новочеркасске Донского кадетского корпуса на 400 интернов и 200 экстернов (то есть 400 кадет обучающихся и живущих в корпусе, а также 200 кадет только обучающихся в корпусе, но живущих в своих или на частных квартирах), предназначенных преимущественно для сыновей офицеров и чиновников Донского и других казачьих войск. Первым его директором был назначен полковник Илларион Михайлович Левачев. В том же году было принято 60 воспитанников в новый корпус, который 30 августа был открыт и в первое время располагался в приспособленных помещениях, частных арендованных домов. Закладка комплекса собственных кирпичных зданийкорпуса Донского корпуса состоялась 6 мая 1885 году в день рождения Наследника Цесаревича Николая Александровича, на выбранном на окраине города месте по проекту инженер-полковника Покотилова. Строил здания по контракту с Главным управлением военных учебных заведений петербургский купец Меер-Фридланд под наблюдением инженер-полковника Залесского.
Войсковой Наказной атаман, князь Н. И. Святополк-Мирский, после молебна заложил первый камень и капсулу с грамотой следующего содержания:

«В царствование Императора Александр III при Августейшем Атамане Цесаревиче Николае Александровиче, Военном министре Генерал-адъютанте князе Святополк-Мирском 2-м, Главном начальнике военно-учебных заведений Генерал-лейтенанте Махотине, Донской кадетский корпус учрежден 26-го февраля 1883 года и открыт 30-го августа 1883 года. Здание корпуса заложено 6-го мая 1885 года. Директор корпуса Генерал-майор Левачев, инспектор строительной части полковник Покотилов, Дмитрий Викторович, строитель полковник Залесский.»
— «К 100-ю ДКК.» В. С. Данилов.
Возведение этого здания стоило около 1 млн рублей. В августе 1886 году основной трехэтажный корпус был закончен и осенью 1886 году несмотря на то, что внутренняя часть помещения была готова не полностью, корпус уже перешёл в собственное новое здание. К 7 мая 1887 года строительство комплекса завершилось и жизнь корпуса стала входить в установленный уклад кадетских корпусов Российской Империи. В 1886 году была освящена при протоиерее Ляборинском корпусная церковь во имя Святителя Николая, построенная по рисунку московского архитектора А. С. Каменскаго.
Изящный мраморный иконостас корпусной церкви, изготовленный в Италии на средства донского торгового казака И. С. Кошкина, был высоко оценен Императором Александром III при посещении кадетского корпуса и церкви 7 мая 1887 года. Император восхищался также удачным исполнением образа святой Троицы на стекле алтарного окна, а также прекрасно выписанным на другом стекле образом Спасителя в натуральный рост по образцу в Исаакиевском соборе в Санкт-Петербурге.
Так же в 1886 году стараниями и средствами вышеупомянутого торгового казака И. С. Кошкина на хуторе Персиановском была устроена деревянная лагерная церковь во имя святых Апостолов Петра и Павла, которую освятили в 1897 году.
К 1889 году корпус был доведен до штатного состава 450 кадет. Воспитанники распределялись по трём сотням:
- VII; VI классы — 1 сотня;
- V; IV классы — 2 сотня;
- III; II; I классы — 3 сотня.

Сотни состояли из отделений по 18-25 кадет. Преподавательский офицерский состав корпуса состоял из трёх сотенных командиров и 16 офицеров воспитателей. Директор полковник Илларион Михайлович Левачев был суровым, но неоценимым директором в первые трудные годы существования корпуса. Один из воспитателей, анализируя влияние корпуса на детей в первые два года, писал в своем отчете:

«Как в физическом, так и в моральном отношениях 2 года пребывания в корпусе произвели громадную перемену в мальчиках. Правильный образ жизни, ежедневные физические упражнения и хорошие гигиенические условия укрепили их тело и дали правильный ход их физическому развитию. Успех в нравственном совершенствовании заметен. Внешние достоинства, как то: вежливость, умение держать себя, привычка к порядку, опрятность привились уже в значительной степени. Стремление к добросовестному исполнению правил религии, к усвоению правильных понятий о чести, чувстве долга и требований дисциплины прививаются заметно. Дух товарищества, в лучшем значении этого слова, заметно укрепляется…».
— Воспоминания кадет Донского корпуса
В 1890 году был произведен первый выпуск кадет в военные училища. За 25 лет существования корпуса (1883—1908 годы) его курс окончили 975 человек. Из них вышли в специальные училища 40,02 % (в том числе в Пажеский корпус 0,20 % и Морское училище 0,20 %), 46,46 % — в кавалерийские училища, 5,02 % — в пехотные училища, 7,90 % — взято на своё попечение родителями.
20 октября 1894 — в Ливадии (Крым) скончался Царь-Основатель Донского кадетского корпуса Государь Император Александр III. Коллектив корпуса, в том числе и кадеты, решил увековечить память Александра III и собрать средства на памятник. Он был заказан академику Роберту Робертовичу Баху.
6 мая 1896 — прекрасно сделанный бюст Государя Императора Александра III был установлен в парадном зале корпуса на пьедестал из серого мрамора со словами: «Царю-Основателю». Наряду с этим директор кадетского корпуса подал ходатайство о присвоении корпусу имени Александра III.
18 февраля 1898 года корпус был назван Донским императора Александра III кадетским корпусом в память основавшего его Государя.
1 октября 1900 года Его Императорское Высочество Великий князь Константин Константинович изволил посетить корпус, в котором и пробыл 3 дня. На другой день после отъезда Августейший Начальник осчастливил корпус следующей милостивой телеграммой:
«Все еще нахожусь под самым отрадным впечатлением трех суток, прожитых в Донском кадетском корпусе. Шлю искренний поклон вам, служащим, передайте молодым станичникам-кадетам, что я полюбил их, как своих родных детей. Поправляется ли Попов Александр и другие больные кадеты? Прошу сообщить мне о их положении! КОНСТАНТИН»

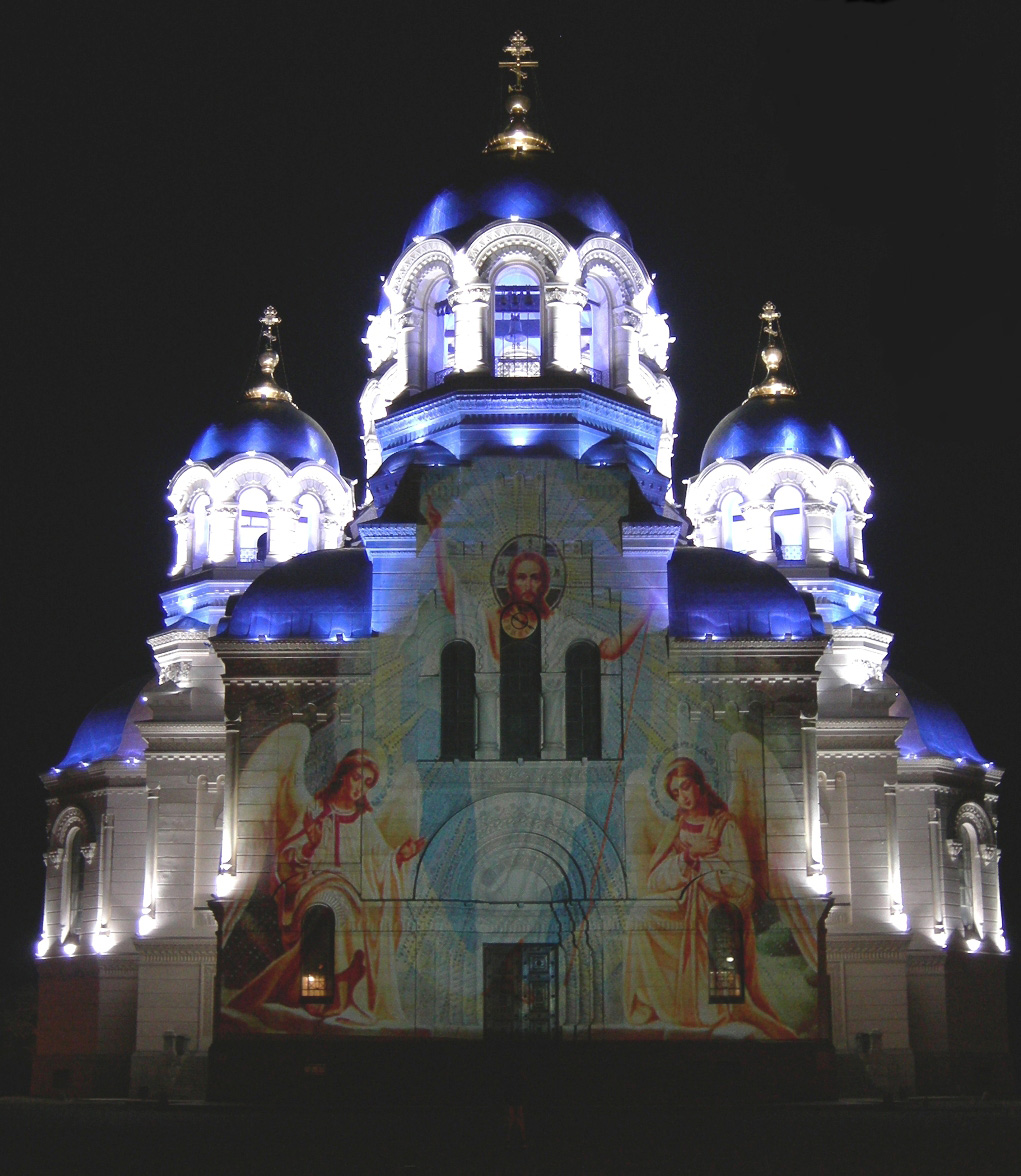
Войсковой Кафедральный собор

14 ноября 1903 года Донскому корпусу было пожаловано Государем Императором Николаем II знамя, а 6 мая 1907 года Знамя было освящено и торжественно вручено директору корпуса Генерал-майору Лазареву-Станищеву.
30 августа 1908 года исполнилось двадцатипятилетие со дня основания Донского Императора Александра III кадетского корпуса. Празднование юбилея произошло 6 декабря в день храмового праздника корпуса и проведено было в торжественной обстановке.
Донской кадетский корпус с полна испытал на себе все горести и трудности периода революции и Гражданской войны в России. В 1917 — после Октябрьского переворота на Дону началась Гражданская война. Кадетский корпус участвовал в защите Дона от наступающей Красной армии и прежде всего в составе молодой Донской армии. В боях с красноармейцами гибли кадеты. Первыми пали в боях кадеты Иван Дьяконов, Владимир Ажинов, Леонид Козырев, Петр Кутырев, Аркадий Семашко и др. Заколот штыками красногвардейцев при взятии Новочеркасска в феврале 1918 года раненый в бою и находящийся на излечении в больнице Общества Донских врачей кадет Павел Антонов. Пострадал и сам корпус. Красногвардейцы вывезли из корпуса значительную часть мебели, оборудования и практически все запасы обмундирования офицеров и кадет. Поэтому после освобождения Новочеркасска и возобновления занятий кадет одели в обычную полевую форму. Многих кадет не досчитался кадетский корпус весной 1918 года. Многие кадеты приняли участие в боевых действиях против Красной армии, в рядах участников Ледяного похода генерала Л. Г. Корнилова, Степном походе во главе с походным атаманом войска Донского генерал-майором П. Х. Поповым, в партизанском отряде полковника В. М. Чернецова и др. Некоторые кадеты, несмотря на свой юный возраст, уже удостоились высоких наград, в том числе Георгиевских крестов и медалей. Среди них были Василий Гугняев, Иван Суляев, Аркадий Попов, Михаил Букин, и др. Кадетский корпус, возглавляемый новым директором генерал-лейтенантом П. Г. Чеботаревым продолжал участвовать в защите Дона от наступающей Красной армии. Сам город переходил из рук в руки, от красных к белым, пока не был взят казаками, удерживавшими его до 1920 года. Был издан приказ, по которому все кадеты должны были вернуться в корпус. По распоряжению атамана Краснова, в корпус стали принимать все кадеты оказавшиеся на Дону.

### Эвакуация 1919 года

Донской кадетский корпус в эмиграции, Сербия

В декабре 1919 года фронт белых сил отступал, и стало ясно, что Новочеркасск под угрозой. Встала необходимость эвакуации, и меры для этого стали незамедлительно проводиться в жизнь. 22 декабря 1919 года частью на подводах, частью пешком корпус покинул Новочеркасск. Шли по направлению на Екатеринодар. В этих суровых условиях начал среди кадет свирепствовать тиф. Переболело около половины состава, многих похоронили. В Екатеринодаре дошли слухи об общей эвакуации. К первой половине февраля 1920 года кадеты прибыли в Новороссийск. Эвакуация началась неожиданно 22 февраля (по старому стилю). В порту, после купанья и выдачи нового английского обмундирования, началась погрузка на пароход «Саратов». Прошли Дарданеллы, Кипр и остановились у Александрии. Сначала отвезли всех в местечко Сиди-Башр, где прошли карантин, после чего весь корпус переправили в местечко Тэль-Эль-Кебир. Но и здесь не долго они пробыли и всех перевели в лагерь вблизи города Измаилии. Сразу же в лагере стали налаживать корпусную жизнь с дисциплиной и преподаванием, почти без учебников. На местном кладбище были похоронены трое кадет (несчастный случай, самоубийство и укус бешеным животным) и один воспитатель (от болезни). В лагере проживало тогда 450 кадет.
После трёх лет английское командование решило расформировать Кадетский корпус. Старших кадет решили отправить в Болгарию, где была уже русская гимназия; часть из них попала в Чехословакию, в Моравску Тшебову, где тоже уже несколько времени действовала русская гимназия; а младших решили передать английской школе в Стамбуле. Таким образом, Донской Императора Александра III Кадетский Корпус перестал существовать.
При эвакуации из Новороссийска не все кадеты и персонал смогли выехать: многие из них заболели тифом. Среди больных был и генерал-лейтенант Иван Иванович Рыковский. Оправившись от сыпняка, он собрал полтора десятка кадет и часть полубольных преподавателей и воспитателей., «Собранная им группа, с благословения Донского Атамана ген. Богаевского, была названа 2-м Донским кадетским корпусом. Следует признать замысел о создании 2-го корпуса поистине блестящим в персональном порядке ни кадеты, ни чины персонала не выбрались бы из Новороссийска, а таким образом как „корпус“ они были перевезены в Крым».

Слюсарев С. С. кадет Крымского К. К.

В Крыму Второй Донской, насчитывающий 12 кадет и около 20 человек персонала был размещен в Симферополе. Благодаря приказу Главнокомандующего генерала Врангеля об откомандировании из рядов Белой армии несовершеннолетних и не закончивших учебные заведения, число кадет и воспитателей быстро росло. Аналогичные приказы были изданы Войсковыми Атаманами Донского, Кубанского и Терского казачьих войск и казачью молодежь стали направлять из действующей армии во 2-й Донской корпус.
Летом 1920 года вместе со всеми тыловыми подразделениями Войска Донского корпус был переведен в Евпаторию и при нём создан Донской пансион под командой полковника Фицхелаурова, куда попадали из армейских частей малыши 8-10 лет. В августе 1920 года в корпусе насчитывалось почти 120 кадет и, преодолевая многочисленные трудности, он работал в Евпатории до начала ноября 1920 года, когда на борту военного транспорта «Добыча» весь его личный состав вынужден был оставить и Евпаторию и Россию. После 3-дневного пути «Добыча» вошла в константинопольскую бухту Золотой Рог, а ещё через несколько дней транспорт «Великий князь Владимир» взял курс к берегам Королевства Сербов, Хорватов и Словенцев согласившегося принять корпус.
Ровно через месяц после отплытия из Евпатории Второй Донской кадетский корпус 8 декабря 1920 года высадился на берег в бухте Бакар (порт Ре) на Адриатике и через Загреб по железной дороге был доставлен в бывший лагерь для военнопленных в Стрнище (район города Птуи, Словения). 16 декабря 1920 года наименование Второго Донского кадетского корпуса было окончательно утверждено, а должность директора корпуса занял генерал-майор Бабкин.
В ноябре 1921 года личный состав корпуса, состоявший уже из трех сотен, переводится из Словении в Герцеговину, где донцам выделили старую австрийскую крепость «Билек», находившуюся возле города Билече. Под руководством нового директора, которым стал генерал майор Перрет Евгений Васильевич, в прошлом офицер гвардейской артиллерии, были приведены в порядок казармы, починен водопровод, оборудованы корпусная церковь, учебные классы, театральный и спортивный залы, созданы переплетная и столярная мастерские. Начались учебные занятия, на которых традиционных для русских корпусов дисциплин преподавались сербская история, язык, литература и география. Почти через год, 25 сентября 1922 года, произошло событие, имевшее для корпуса большое значение Второй Донской кадетский корпус приказом Донского Войскового Атамана получил наименование расформированного к этому времени в Египте Донского Императора Александра III кадетского корпуса.
В сентябре 1926 года корпус был переведен в Боснию (город Горажде). В августе — сентябре 1929 года был ликвидирован Крымский кадетский корпус, часть кадетов которого перевели в Донской корпус. В Горажде Донской корпус оставался до августа 1933 года, когда был расформирован с переводом кадет и части персонала в Первый Русский Великого Князя Константина Константиновича кадетский корпус (город Белая Церковь в Банате).

### Реорганизация 1991 года

Новочеркасск. Памятник Атаману Платову

С 13 октября 1991 года начинается новая история корпуса, воссозданного инициативной группой в 19-й средней школе города Новочеркасска. За последние годы корпус стал государственным образовательным учреждением и получил помещение по адресу: Новочеркасск, Баклановский проспект, 89.
С 29 августа 2001 года совместным приказом министерства общего и профессионального образования Ростовской области и войскового казачьего общества «Всевеликое войско Донское» корпусу присвоен областной статус «казачий».
С 1997 по 2006 год в казачьем кадетском корпусе произведено 10 выпусков кадет (285 человек).
В 1995 году в Ростове-на-Дону был создан «Второй Донской императора Николая II кадетский корпус», ставший историческим преемником двух кадетских корпусов — «Второго Донского» и «Николаевского» (Версальского). Второй Донской кадетский корпус входит в объединение кадетских корпусов и суворовско-нахимовских училищ России.
16 июля 2001 года Постановлением Главы Администрации (Губернатора) Ростовской области № 338 «Второй Донской императора Николая II кадетский корпус» стал государственным образовательным учреждением Ростовской области. 29 августа того же года совместным приказом министерства общего и профессионального образования Ростовской области и войскового казачьего общества «Всевеликое войско Донское» корпусу присвоен областной статус «казачий».
С 2003 по 2006 год в казачьем кадетском корпусе произведено четыре выпуска кадет. В корпусе работает 37 педагогов.

#### Директора
- Писарев Георгий Вечеславович (1991—1994)
- Нельзин Олег Сергеевич (1994)
- Миронов Владимир Николаевич (1994—1998)
- Филеев Юрий Владимирович (1998—2010)
- Рембайло Андрей Александрович (с 2010)

## Хронология

### XIX век
- 15 февраля 1883 — Государь Император Александр III Высочайше утвердил решение об учреждении в столице Области войска Донского кадетского корпуса.
- 30 августа 1883 — был открыт Донской кадетский корпус.
- 6 мая 1885 — состоялась закладка корпусного здания.
- 5 июня 1886 — Областное Правление войска Донского выделило кадетскому корпусу под военно-учебный лагерь 54 десятины земли (около 60 гектар) за городом при хуторе Персиановка. Здесь торговый казак Иван Семенович Кошкин на свои средства построил красивую лагерную деревянную церковь, посвященную св. Петру и Павлу.
- В ноябре 1886 — корпус перешёл в новое здание, а также в это же время была освящена корпусная церковь во имя св. Николая Чудотворца .
- 7 мая 1888 — корпус посетил Император Александр III. Государь, Императрица Мария Феодоровна, Наследник Цесаревич Николай Александрович и Великий Князь Георгий Александрович. Осмотрев его, Государь Император остался очень доволен и, в лице директора корпуса, поблагодарил весь офицерский состав включая кадет.
- С 1888—89 — учебный год корпус был доведен до штатного состава 450 кадет(3 сотни).
- В 1889 — были окончены все постройки здания корпуса: (мостовые, подсобные помещения, водопровод и персиановский лагерь).
- 14 мая 1890 — корпус посетил В. К. Николай Александрович. Осмотревши корпус, Его Императорское Высочество, уезжая поблагодарил директора и весь корпус за честное, добросовестное отношение к делу и обещал доложить Государю о блестящих результатах.
  - 29 июня 1890 — В престольный праздник Петропавловской лагерной церкви корпус произвел первый выпуск. 7-й класс окончил обучение и был выпущен с целью продолжения учёбы в военных училищах Российской империи.
- 17 июня 1891 — кадетский корпус принял новый директор генерал-майор Константин Николаевич Анчутин. При новом директоре продолжились работы по благоустройству кадетского корпуса.[10]
- 10 октября 1892 — Для связи выпускников с корпусом Высочайше утвержден жетон в форме щита, покрытого с лицевой стороны синей эмалью.
- 18 февраля 1898 — корпусу присвоено присвоил новое наименование: «Донской Императора Александра III кадетский корпус» в память Царя-Основателя (Пр. по в. в. 1898 г. № 56).

### XX век
- 1 октября 1900 года Его Императорское Высочество Великий князь Константин Константинович изволил посетить корпус, в котором и пробыл 3 дня.
- В 1901 — согласно пожеланию Августейшего Главного Начальника военных учебных заведений, в Донском корпусе был устроен музей для сбора литературных, художественных, научных и иных трудов выпускников корпуса.[11]
  - Летом 1901 — Корпус посетил военный министр генерал-адъютант Куропаткин который выделил 5 тыс. рублей на благоустройство территории Персиановского корпусного лагеря.
  - В ноябре 1901 — генерал-лейтенант А. Н. Макаров провел проверку кадетского корпуса. По окончании которой коллективу педагогов и воспитателей была вынесена положительная оценка.[12]
- 4 февраля 1903 — директором корпуса был назначен полковник Павел Николаевич Лазарев-Станищев, служивший до этого назначения инспектором классов Суворовского кадетского корпуса. Генерал-лейтенант К. Н. Анчутин переведен на должность помощника Главного Начальника военных учебных заведений.
  - 14 ноября 1903 — корпусу было пожаловано знамя, оно изготовлено в 1906 году, а 5 мая 1907 года состоялась торжественная церемония прибивки знамени к древку.[13]
- 16 августа 1904 — кадеты готовились ко встрече с Государем Императором Николаем II, который прибывал в Персиановские лагеря для напутствия и благословения мобилизованной 4-й Донской казачьей дивизии, отправляющейся на фронт разгоревшейся Русско-Японской войны. Император приветствовал не только полки дивизии, но и кадет, участвующих в проводах казаков на войну.
- 1904—1905 годы — В Русско-Японской войне, где многие бывшие кадеты корпуса получили первое боевое крещение, из них капитан Василий Илларионович Левачев (сын 1 директора корпуса) . Он стал первым Георгиевским кавалером (4-й степени) из бывших кадет. Его имя было занесено на мраморную доску, которая была помещена в парадном зале кадетского корпуса. Два из них — поручик А. С. Молодченко и поручик А. А. Карпов были убиты. В бою под Мукденом погиб и бывший воспитатель Донского корпуса подполковник Ф. М. Щербаков.
- В 1906 году 1-я сотня получила шашки с черными кожаными темляками и винтовки (казачьего образца), с этого времени кадеты этой сотни ходили в отпуск с шашками. Каждый кадет имел по 2 патронташа, 24 патрона в каждом. Эти патронташи носились перекрещенными на груди.
- В 1906—1907 учебном году кадетам разрешили выпускать свой небольшой журнал «Донец». В журнале кадеты публиковали свои стихи, небольшие заметки, художественные зарисовки и др.[14]
- 6 декабря 1908 в день храмового праздника корпуса Донской Императора Александра III кадетский корпус отметил своё двадцатипятилетие.
- В 1912 году корпус, как и вся Россия, торжественно отметил 100-летний юбилей Отечественной войны 1812 года.
- 1914—1918 годы — Первая мировая война (Великая война). Бывшие кадеты Донского корпуса, а теперь уже офицеры, также участвовали в боевых действиях. Более 30 офицеров стали Георгиевскими кавалерами, а более 40 — награждены Георгиевским оружием.
- В 1917 — после октябрьского переворота на Дону началась гражданская война. Кадетский корпус участвовал в защите Дона от наступающей Красной армии.
- В 1918—1919 — корпус совершил последний 30-й выпуск кадет.
- К концу 1919 — нависла угроза падения Новочеркасска и 21-22 декабря Донской кадетский корпус был эвакуирован под руководством директора генерал-лейтенанта Порфирия Григорьевича Чеботарева из Новочеркасска в Новороссийск.
- 22.12.1919 — 1-я сотня выступила походным порядком и прибыла в Екатеринодар из Новочеркасска.
- 20 января 1920 — приказом Атамана войска Донского ген. А. П. Богаевского из числа рассеянных гражданской войной российских кадет, детей-сирот и детей казаков был сформирован «Второй Донской кадетский корпус».
- Февраль 1920 — В Новороссийске соединились все сотни корпуса.
  - 22.2.1920 — Эвакуация из Новороссийска за границу — Египет, Константинополь и английская школа в Буюк-Дере, где корпус был расформирован англичанами в 1922 году (3—14.12.1920, город Константинополь; 14.12.1920—сентябрь 1921, город Странище; сентябрь 1921—сентябрь 1926, город Билеча в Королевстве Сербов, Хорватов и Словенцев).
  - Март 1920 — Из оставшихся в России больных сформировано Евпаторийское отделение Донского корпуса.
  - 22.11.1920 — кадеты Евпаторийского отделения были эвакуированы военным транспортом «Добыча» в Константинополь.
  - 3.12.1920 — В Константинополе согласно приказу по Всевеликому Войску Донскому был образован 2-й Донской кадетский корпус.
  - 14.12.1920 — Из Константинополя, судном «Великий князь Владимир» вместе с кадетами Крымского кадетского корпуса 2-й Донской корпус прибыл в город Странище Королевства Сербов, Хорватов и Словенцев.
- Сентябрь 1921 — Корпус приказом Атамана Войска Донского был перемещен в городе Билеча.
- 12.9.1922 — переименован в Донской Императора Александра III кадетский корпус.
  - В 1922 — генерал Богаевский назначил Евгения Васильевича Перрета директором Донского кадетского корпуса; в этой должности Перрет состоял вплоть до закрытия корпуса в 1933 году.
- В 1926 — переведён в город Горажде.[15]
- В 1930 году в Версале (Франция) из числа детей русской эмиграции был сформирован «Кадетский корпус-лицей императора Николая II». Это был последний отдел кадетского корпуса, который просуществовал вплоть до 1964 года.
- 1 августа 1933 — Закрыт и влит в Первый Русский великого князя Константина Константиновича кадетский корпус.

### Современные события

Памятник примирения, Новочеркасск

- С 13 октября 1991 — началась новая история корпуса, воссозданного инициативной группой подвижников в 19-й средней школе города Новочеркасска. С 29 августа 2001 — совместным приказом министерства общего и профессионального образования Ростовской области и войскового казачьего общества «Всевеликое Войско Донское» корпусу присвоен областной статус «казачий».
- В начале 1992 года в городе Угличе состоялась встреча инициаторов возрождения кадетских корпусов председателя Правления Сан-Францисского объединения кадет Алексея Михайловича Ермакова и суворовца Евгения Павловича Исакова, а также зам. директора возрождённого Донского Императора Александра III кадетского корпуса Александра Попова, с последним из оставшихся в живых в России кадет Донского Императора Александра III кадетского корпуса Букиным Михаилом Константиновичем. В том же году, председатель Сан-Францисского Объединения Кадетских корпусов И. А. Козлов передал директором корпуса есаулу Г. В. Писареву, собранные в Русском Зарубежье оригинальные бляхи, погоны, кокарды, пуговицы и значки старого Донского Кадетского Корпуса, в своё время вывезенные донскими кадетами из России и бережно ими хранимые для своевременной обратной передачи в Россию.
- В 1993 году Донской Императора Александра III кадетский корпус торжественно отметил свой 110-летний юбилей Секретарь Кадетского Объединения в Аргентине, А. В. Алфёров, был командирован в Донской Корпус. Несмотря на свой весьма преклонный возраст он пробыл почти два месяца, в течение которых законно и авторитетно передал юным донцам русские военные кадетские традиции, как последний традиционный атаман Донского Корпуса.[16]

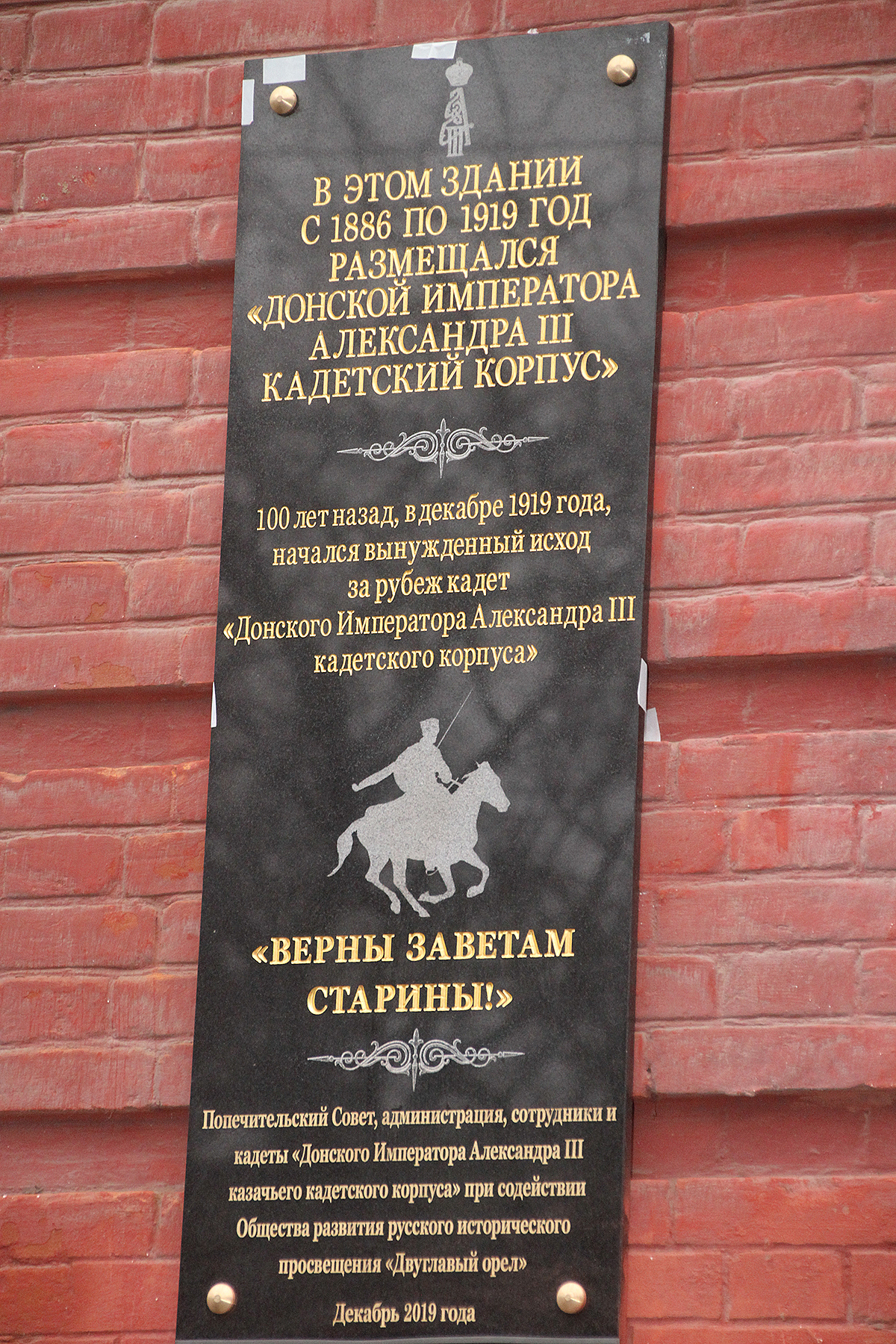
Мемориальная доска на историческом здании ДККК

- В 1995 — в городе Ростове-на-Дону был создан «Второй Донской императора Николая II кадетский корпус», ставший историческим преемником двух кадетских корпусов — «Второго Донского» и «Николаевского» (Версальского).Мемориальная доска на историческом здании ДКККВ 1997 году специальная Делегация XV Кадетского Съезда посетила Донской императора Александра III Кадетский корпус в Новочеркасске, по поводу 51-го выпуска кадет этого корпуса, первого выпуска после его возрождения.
- В 1998 году в России состоялся первый Кадетский Съезд русских зарубежных кадет, (XVI по счёту) в нём также приняли полноправное участие несколько выпускников возрождённого Донского кадетского корпуса.
- В июне 2000 году в Донском Императора Александра III кадетском корпусе состоялся очередной 4-й (54-й) выпуск в количестве 15 человек. В целом в корпусе в это время занималось 300 воспитанников.
- 16 июля 2001 — Постановлением Главы Администрации (Губернатора) Ростовской области № 338 «Второй Донской императора Николая II кадетский корпус» стал государственным образовательным учреждением Ростовской области. 29 августа того же года совместным приказом министерства общего и профессионального образования Ростовской области и войскового казачьего общества «Всевеликое войско Донское» корпусу присвоен областной статус «казачий».
- В 2011 году исполнилось 20 лет начала возрождения кадетских корпусов в России. Первый конкретный шаг для этого возрождения был сделан в июне 1991 года, на собрании инициативной группы для возрождения Донского кадетского корпуса.
- 12 декабря 2019 года, на историческом здании Донского императора Александра III казачьего кадетского корпуса, была открыта мемориальная доска, напоминающая об истории его вынужденного исхода за рубеж.[17]

## Мемориальная памятная доска
|  |  |  |